# King & Prince LIVE TOUR 2023 〜ピース〜
『King & Prince LIVE TOUR 2023 〜ピース〜』（キング アンド プリンス ライブ ツアー 2021 ピース）は、日本の男性アイドルグループKing & Princeの全国アリーナツアーである。
ライブはグループにとって5作目となるオリジナル・アルバム『ピース』を引っ提げて行われた。2023年8月27日のセキスイハイムスーパーアリーナよりスタートし、同年12月10日のAichi Sky Expoでの公演をもって幕を閉じる、7会場24公演というツアーとなった。

## 日程
公演日時・会場
- 8月27日 - セキスイハイムスーパーアリーナ
  - 第1部 13:00 - / 第2部 17:30 -
- 9月30日・10月1日 - 真駒内セキスイハイムアイスアリーナ
  - 第1部 17:30 - （9月30日のみ）
  - 第1部 13:00 - / 第2部 17:30 -
- 10月10日・10月11日 - マリンメッセ福岡A館
  - 第1部 17:30 - （10月10日のみ）
  - 第1部 13:00 - / 第2部 17:30 -
- 10月20日・10月21日・10月22日 - Kアリーナ横浜
  - 第1部 17:30 - （10月20日のみ）
  - 第1部 13:00 - / 第2部 17:30 -
- 10月28日・10月29日 - 朱鷺メッセ 新潟コンベンションセンター
  - 第1部 17:30 - （10月28日のみ）
  - 第1部 13:00 - / 第2部 17:30 -
- 12月1日・12月2日・12月3日 - Asueアリーナ大阪（大阪市中央体育館）
  - 第1部 17:30 - （12月1日のみ）
  - 第1部 13:00 - / 第2部 17:30 -
- 12月9日・12月10日- Aichi Sky Expo（愛知県国際展示場）Aホール
  - 第1部 17:30 - （12月9日のみ）
  - 第1部 13:00 - / 第2部 17:30 -

## 映像作品『King & Prince LIVE TOUR 2023 〜ピース～』
『King & Prince LIVE TOUR 2023 〜ピース〜』（キング アンド プリンス ライブ ツアー 2021 ピース）は、King & Princeの7作目のライブ・ビデオ。2024年3月13日にユニバーサルミュージックから発売された。

## 概要
2023年10月20 - 22日に行われた全国ツアーのKアリーナ横浜公演の模様を収録。
初回限定盤と通常盤にはそれぞれ別の特典映像を収録し、初回限定盤は、40ページフォトブックレットが付属、三方背ケース トールサイズデジパックのスペシャルパッケージ仕様、通常盤は、通常トールパッケージ仕様となっている。
初回限定盤・通常盤、各DVD、及び、Blu-rayの計4形態でリリース。

## チャート成績
初週DVD：5.9万枚・Blu-ray：9.9万枚を売り上げ、「オリコン週間DVDランキング」「オリコン週間Blu-rayランキング」でともに初登場1位を獲得した。

## 収録内容

### 本編映像
1. My Love Song
2. Magic of Love
3. koi-wazurai
4. 恋降る月夜に君想ふ
5. 静寂のパレード
6. That’s Entertainment
7. Beating Hearts
8. Recolor
9. Funk it up
10. 愛を伝えましょう
11. 君に届け
12. Super Duper Crazy
13. 愛は味方さ
14. 話をしようよ
15. 彩り
16. Hot Night
17. ワレワレハコイビトドウシダ
18. Kiss & Kill
19. TLConnection
20. きみいろ
21. 名もなきエキストラ
22. TOGETHER WE STAND
23. CHASE IT DOWN
24. ichiban
25. Happy ever after
26. シンデレラガール
27. なにもの
28. Super Positive!!
29. Heart & Beat
30. ゴールデンアワー

### 特典映像

#### 初回限定盤
1. King & Prince LIVE TOUR 2023 ～ピース～ ビジュアルコメンタリー
2. MCダイジェスト
3. 「愛し生きること」LIVE TOUR 2023 ～ピース～ FULL Ver. & 「なにもの」パフォーマンス映像
4. ハロウィン特別企画 King & Prince × 7 MEN 侍 チーム対抗ゲーム対決!

#### 通常盤
1. Documentary of King & Prince LIVE TOUR 2023 ～ピース～
2. ソロアングル映像「Beating Hearts」「Funk it up」「名もなきエキストラ」「ichiban」